# ماتولی
ماتولی (کرواتی: Matulji) یک منطقهٔ مسکونی شهری در شهرستان پریموری-گورسکی در کرواسی است که در ۱۰ کیلومتری غرب رییکا، شمالِ اپاتیا و در مرز اسلوونی قرار دارد. نام این شهر در منابع متعلق به قرن هفدهم میلادی ذکر شده است اما نام کنونی‌اش از اوایل فرن نوزدهم به این صورت در مدارک تاریخی آمده است.